# 東綾瀬
東綾瀬（ひがしあやせ）は、東京都足立区の町名。現行行政地名は東綾瀬一丁目から東綾瀬三丁目。住居表示実施済区域。

## 地理
足立区南東部の東渕江地域に属する。東で東和、北で谷中、西で綾瀬、南で葛飾区西亀有と隣接する。南から北へ東綾瀬一・二・三丁目と並ぶ。東渕江地域の西端、足立区の南端に位置する。東綾瀬の西部を東京メトロ千代田線の高架路線が南北に縦走し、南西部でJR常磐線と接続している。南端には葛飾区との区境を成す古隅田川が流れ、北端は綾瀬新橋から飯塚橋を結ぶ道路（旧「戦車街道」）で画されている。北・中部の大部分をURパークタウン東綾瀬（旧：公団東綾瀬団地）の集合住宅と広大な東京都立東綾瀬公園が占めている。町域東部から南西部へ、中川地区で葛西用水路から分流した八か村落とし親水水路が流れる。東綾瀬商店街が置かれる。

### 一丁目
町域南部。東西を東和一丁目と綾瀬三丁目、南北を葛飾区西亀有二丁目と東綾瀬二丁目に接する。
常磐線沿線にある下河原公園（しもがわら こうえん）には、愛嬌のある怪獣達（大きい1頭は口が吐水口になっていて、小ぶりな2頭は霧を吐く）と椰子の木のオブジェを配した歩渉池（通称：じゃぶじゃぶ池。諸条件あるも使用料無料の未就学児童用特殊プール。夏季開設。キャッチフレーズは「プールのおっきな怪獣くんと一緒に水遊び」）、鬼ヶ島をモチーフとした水の流れる階段状・岩山状の遊戯施設、鬼ヶ島から流れる川とその中に配された青龍の像（※流水は濾過循環式で夏季のみ実施）、怖い面構えで阿吽の形相の門番が守護する煉瓦造りの城砦に囲まれた砂場、および、一般遊具（滑り台、ブランコ、鉄棒ほか）があり、公園敷地は魚のシュールなオブジェで囲われている。造成当初の数年はじゃぶじゃぶ池の周囲に柵は無く、水路とつながっていたが、衛生および保全上の理由から、じゃぶじゃぶ池は水路と切り離され、柵で囲われて、開所中はプールの基準に適った管理の下に置かれる。「鬼公園」とも愛称されるこの公園はJR常磐線上り電車内から見ることができる。なお、この公園の北東角には（東綾瀬の）庚申塔道標（石道標。安永6年〈1777年〉建立）がある。

### 二丁目
町域中部。東西を東和一丁目と綾瀬五丁目、南北を東綾瀬一丁目と東綾瀬三丁目に接する。
西部を東京メトロ千代田線が南北に縦走する。

### 三丁目
町域北部。東西を東和三丁目と綾瀬六丁目、南北を東綾瀬二丁目と戦車街道に接する。
地区の中央に区画の大半を占める東京都立東綾瀬公園が広がる。公園敷地内にはナイター設備のある野球場やテニスコートが設けられている。戦車街道に面して、区立すいすいらんど綾瀬という区民プールがあり、屋内と屋外の大小さまざまなプールがある。かつては冬季になると屋外プールを改装してスケートリンクを開設していたが、現在では行われなくなった。

### 地価
住宅地の地価は、2025年（令和7年）1月1日の公示地価によれば、東綾瀬1-18-7の地点で50万6000円/m2となっている。

## 世帯数と人口
2025年（令和7年）1月1日現在（足立区発表）の世帯数と人口は以下の通りである。
| 丁目         | 世帯数    | 人口     |
| ------------ | --------- | -------- |
| 東綾瀬一丁目 | 2,560世帯 | 4,602人  |
| 東綾瀬二丁目 | 2,075世帯 | 3,641人  |
| 東綾瀬三丁目 | 1,205世帯 | 2,534人  |
| 計           | 5,840世帯 | 10,777人 |

### 人口の変遷
国勢調査による人口の推移。
| 年                 | 人口   |
| ------------------ | ------ |
| 1995年（平成7年）  | 8,477  |
| 2000年（平成12年） | 8,616  |
| 2005年（平成17年） | 7,788  |
| 2010年（平成22年） | 8,330  |
| 2015年（平成27年） | 10,067 |
| 2020年（令和2年）  | 10,585 |

### 世帯数の変遷
国勢調査による世帯数の推移。
| 年                 | 世帯数 |
| ------------------ | ------ |
| 1995年（平成7年）  | 3,580  |
| 2000年（平成12年） | 3,817  |
| 2005年（平成17年） | 3,606  |
| 2010年（平成22年） | 4,118  |
| 2015年（平成27年） | 4,761  |
| 2020年（令和2年）  | 5,376  |

## 学区
区立小・中学校に通う場合、学区は以下の通りとなる（2023年4月時点）。なお、足立区では学校選択制度を導入しており、区内全域から選択することが可能。ただし、小学校に関しては、2018年（平成30年）度から学区域または学区域に隣接する学校のみの選択になる。
| 丁目         | 番地             | 小学校               | 中学校               |
| ------------ | ---------------- | -------------------- | -------------------- |
| 東綾瀬一丁目 | 全域             | 足立区立東綾瀬小学校 | 足立区立東綾瀬中学校 |
| 東綾瀬二丁目 | 1〜4番 14〜16番  | 足立区立東綾瀬小学校 | 足立区立東綾瀬中学校 |
| 東綾瀬二丁目 | 5〜13番 17番以降 | 足立区立東綾瀬小学校 | 足立区立蒲原中学校   |
| 東綾瀬三丁目 | 1〜11番          | 足立区立東綾瀬小学校 | 足立区立蒲原中学校   |
| 東綾瀬三丁目 | 12番以降         | 足立区立東渕江小学校 | 足立区立蒲原中学校   |

## 事業所
2021年（令和3年）現在の経済センサス調査による事業所数と従業員数は以下の通りである。
| 丁目         | 事業所数  | 従業員数 |
| ------------ | --------- | -------- |
| 東綾瀬一丁目 | 116事業所 | 1,465人  |
| 東綾瀬二丁目 | 61事業所  | 607人    |
| 東綾瀬三丁目 | 66事業所  | 697人    |
| 計           | 243事業所 | 2,769人  |

### 事業者数の変遷
経済センサスによる事業所数の推移。
| 年                 | 事業者数 |
| ------------------ | -------- |
| 2016年（平成28年） | 191      |
| 2021年（令和3年）  | 243      |

### 従業員数の変遷
経済センサスによる従業員数の推移。
| 年                 | 従業員数 |
| ------------------ | -------- |
| 2016年（平成28年） | 2,361    |
| 2021年（令和3年）  | 2,769    |

## 交通

### 鉄道
東綾瀬の西部を東京メトロ千代田線の高架路線が南北に縦走し、南西部でJR常磐線と接続している。駅は設置されていない。

### バス
- 東武バスセントラル

綾23
- 朝日自動車

はるかぜ
- 日立自動車交通

はるかぜ

### 道路
- 東京都道467号千住新宿町線
- 都市計画道路
  - 補助第109号線
  - 補助第136号線
  - 補助第138号線
  - 補助第271号線
- 戦車街道
- 八か村落とし親水緑道

## 施設
- 東綾瀬住区センター
- 東綾瀬公園
- 下河原公園
- すいすいらんど綾瀬
- 足立区立東綾瀬小学校
- 足立白うめ幼稚園
- 東部保育園
- 亀有信用金庫綾瀬支店
- 足立東綾瀬郵便局

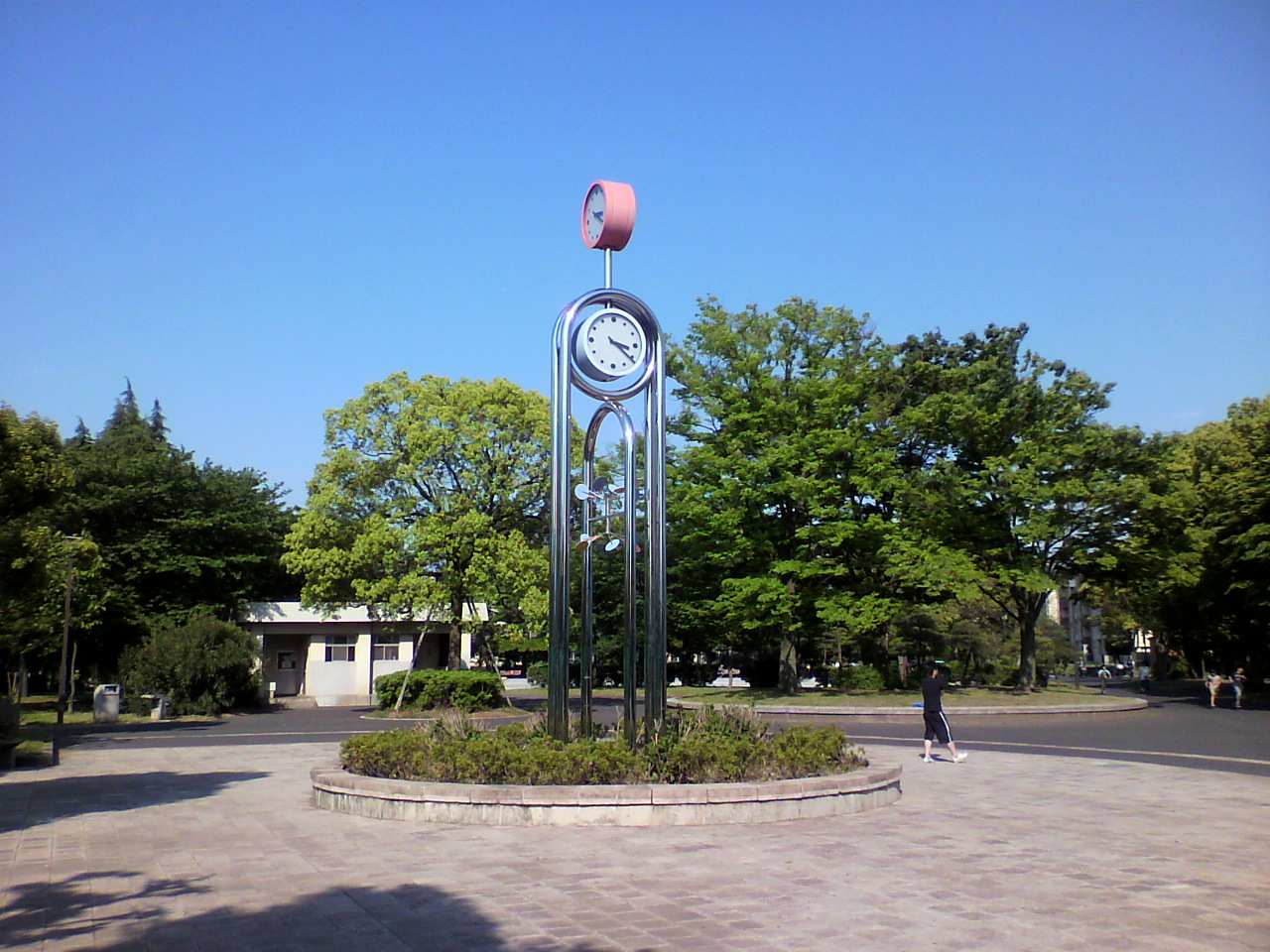
東綾瀬公園

- URパークタウン東綾瀬（旧：公団東綾瀬団地） - 東綾瀬団地を2005年から大規模な建替え工事を行いURパークタウン東綾瀬としたもの。

## その他

### 日本郵便
- 郵便番号 : 120-0004[3]（集配局 : 足立郵便局[17]）。